# Qin Wangping
Qin Wanping (née le 16 juin 1982) est une athlète chinoise spécialiste du sprint.

## Carrière

### Palmarès
| Année | Compétition             | Lieu    | Résultat | Epreuve   | Performance   |
| ----- | ----------------------- | ------- | -------- | --------- | ------------- |
| 2001  | Jeux de l'Asie de l'Est | Osaka   | 1re      | 4 x 100 m | 44 s 08       |
| 2002  | Championnats d’Asie     | Colombo | 2e       | 100 m     | 11 s 56       |
| 2002  | Coupe du monde          | Madrid  | 7e       | 4 x 100 m | 43 s 82       |
| 2002  | Jeux asiatiques         | Busan   | 3e       | 100 m     | 11 s 51       |
| 2002  | Jeux asiatiques         | Busan   | 1re      | 4 x 100 m | 43 s 84       |
| 2002  | Jeux asiatiques         | Busan   | 3e       | 4 x 400 m | 3 min 32 s 42 |
| 2003  | Championnats d’Asie     | Manille | 2e       | 100 m     | 11 s 56       |
| 2003  | Universiade             | Daegu   | 1re      | 100 m     | 11 s 53       |
| 2003  | Universiade             | Daegu   | 1re      | 4 x 100 m | 44 s 09       |
| 2005  | Championnats d’Asie     | Incheon | 1re      | 100 m     | 11 s 47       |
| 2005  | Jeux de l'Asie de l'Est | Macao   | 1re      | 100 m     | 11 s 65       |
| 2006  | Jeux asiatiques         | Doha    | 1re      | 4 x 100 m | 44 s 33       |

### Records
| Épreuve    | Performance | Lieu    | Date        |
| ---------- | ----------- | ------- | ----------- |
| 100 mètres | 11 s 30     | Jinzhou | 7 juin 2000 |
| 200 mètres | 23 s 08     | Jinzhou | 8 juin 2000 |

| Épreuve   | Performance | Lieu     | Date            |
| --------- | ----------- | -------- | --------------- |
| 60 mètres | 7 s 26      | Shanghai | 20 février 2005 |